# José Ortega Torres
Pour les articles homonymes, voir Ortega.
José Ortega Torres, né à Grenade (Espagne) en 1943, est un poète et lithographe espagnol. Contemporain du mouvement poétique espagnol des Novísimos, il suit une ligne plus traditionnelle (rime, sonnet) pour créer une complexe architecture d'images rappelant l'héritage classique méditerranéen. Il écrit sous l'anagramme de Narzeo Antino. 

## Biographie
Ortega Torres fait ses études de philologie des langues romanes à l'université de Grenade de 1966 à 1969. En 1971, il termine sa thèse Aproximación a la poesía de Rafael Guillén, sous la direction du professeur Emilio Orozco Díaz. La même année, une autre thèse intitulée La poesía de Rafael Guillén: lengua, temas y estilo lui vaut un doctorat en philologie hispanique. Il est actuellement (2007) professeur de langue et littérature espagnoles à l'université de Grenade.
En 1975, en compagnie des poètes José Lupiáñez (La Línea de la Concepción) et José Gutiérrez (Grenade), Ortega Torres fonde la collection littéraire Silene. Depuis, il a publié plusieurs poètes locaux et de renommée, tels que Juan de Loxa, José Rienda, Elena Martín Vivaldi et Carmelo Sánchez Muros).

## Citations
« Aynadamar el recinto

del amor. Y tu presencia

claro fulgor: inminencia

alza el afán nunca extinto.

Conjunto de laberinto

entreteje la colina

(sabio secreto de mina

tanta riqueza procura).

Huésped tú de la hermosura

donde la ofrenda culmina. »

— Diamante, Granada, 1978, p. 34
| « La arquitectura del amor         | Amor exaltación y arquitectura     |
| exalta júbilo en asedio:           | asedio de corceles surtidores      |
| por la celosía del alba            | combate desvelando en los fulgores |
| se impacientaban los luceros.      | las columnas del alba y su tersura |
| Entre los rumores del bosque       | Espejo sin sosiego en que perdura  |
| la madrugada rinde espigas         | apogeo de espigas y atanores       |
| ante el azar del desconcierto.     | donde la noche rinde su aventura   |
| Mas no ceda el ánimo al frío       | Amor si tu presencia es desafío    |
| frente a la inmolación del tiempo, | corporal y desnudo pensamiento     |
| no sea que las azucenas            | concédeme el clamor de las almenas |
| se desvanezcan en el tiempo.       | desvanece fugaz las azucenas »     |

— Fulgor de la materia, Grenade, 2003, p. 50-51

## Œuvres et prix
- Cauce vivo[4](Lit vivant), 1971, sous le pseudonyme d'Aldo Fresno
- Ceremonia salvaje[5](Cérémonie sauvage), 1973
- Carmen de Aynadamar[6] (1974)
- Ritos y cenizas[7](Rites et Cendres), 1975
- Poema de la Alhambra, de A.E. (publié dans le journal Ideal de Grenade le 23 février, 1975)
- El exilio y el reino[8] ("L'Exil et le Royaume"), 1979
- Hierofanía[9] (1981), prix Federico García Lorca en 1979 (patriné par l'université de Grenade).
- La diadema y el cetro : himno[10](La Diadème et le Sceptre, Hymne), 1983)
- Diamante: (espacio íntimo)[11](Diamant : Espace intime), 1987
- Olvido es el mar[12], ("L'Oubli, c'est la Mer"), 1989
- Domus aurea[13] (1996), Premio Provincia de León 1994.
- Laurel & glosa[14], ("Laurel et Glose"), 1997
- Centinela del aire[15] ("Sentinelle de l'Air"), 1999, prix Ville de Salamanque.
- Amante desafío[16](Défi Amant), 2001
- Fulgor de la materia (Éclat de la matière), 2003)[17]
- Un título para Eros. Erotismo, sensualidad y sexualidad en la literatura, Capítulo 7 - “Falomanía y travesura en El jardín de Venus de Samaniego”[18] (Un Titre pour Éros. Érotisme, sensualité et sexualité dans la littérature, chapitre 7 - “Phalomanie et Polissonnerie dans le Jardin de Vénus de Samaniego”), 2005[19]